# هیل اند (نیو ساوت ولز)
هیل اند (به انگلیسی: Hill End) یک شهرک در استرالیا است که در نیو ساوت ولز واقع شده‌است.